# Graphipterus
Graphipterus es un género de escarabajos.

## Especies
- Graphipterus albolineatus (Wallengren, 1881)
- Graphipterus albomarginatus Quedenfeldt, 1883
- Graphipterus alluaudi Basilewsky, 1977
- Graphipterus alternatus Burgeon, 1928
- Graphipterus amabilis Boheman, 1860
- Graphipterus amicus Peringuey, 1892
- Graphipterus ancora Dejean, 1831
- Graphipterus andersoni Chaudoir, 1870
- Graphipterus angolanus Basilewsky, 1977
- Graphipterus angustus Peringuey, 1888
- Graphipterus arrowi Burgeon, 1928
- Graphipterus assimilis Peringuey, 1896
- Graphipterus atrimedius Chaudoir, 1870
- Graphipterus babaulti Basilewsky, 1977
- Graphipterus barthelemyi Dejean, 1830
- Graphipterus basalis Peringuey, 1896
- Graphipterus basilewskyi Werner, 2003
- Graphipterus basivittatus Basilewsky, 1977
- Graphipterus bilineatus Boheman, 1860
- Graphipterus bivittatus Boheman, 1848
- Graphipterus bonvouloiri Chaudoir, 1870
- Graphipterus brunellii G.Muller, 1941
- Graphipterus calcaratus Obst, 1908
- Graphipterus castanopterus Fairmaire, 1884
- Graphipterus chaudoiri Peringuey, 1888
- Graphipterus cicindeloides (Swederus, 1787)
- Graphipterus cinctus Chaudoir In Oberthur, 1883
- Graphipterus cineraceus Fairmaire, 1882
- Graphipterus cinerarius Fairmaire, 1894
- Graphipterus circumcinctus (Boheman, 1848)
- Graphipterus circumdatus Raffray, 1885
- Graphipterus clarkei Basilewsky, 1977
- Graphipterus congoensis Burgeon, 1928
- Graphipterus cordiger Dejean, 1831
- Graphipterus crampeli Alluaud, 1914
- Graphipterus cursor Peringuey, 1888
- Graphipterus damarensis Peringuey, 1896
- Graphipterus deceptor Peringuey, 1892
- Graphipterus decipiatus Basilewsky, 1977
- Graphipterus discicollis Fairmaire, 1884
- Graphipterus dissimilis Basilewsky, 1986
- Graphipterus dolosus Basilewsky, 1977
- Graphipterus dukei Basilewsky, 1986
- Graphipterus duvivieri Burgeon, 1929
- Graphipterus dymorphus Burgeon, 1928
- Graphipterus ellipticus Burgeon, 1928
- Graphipterus endroedyi Basilewsky, 1977
- Graphipterus erikssoni Peringuey, 1892
- Graphipterus erraticus Basilewsky, 1977
- Graphipterus exclamationifer Burgeon, 1928
- Graphipterus exclamationis (Fabricius, 1792)
- Graphipterus fallaciosus Basilewsky, 1986
- Graphipterus fasciatus Chaudoir, 1870
- Graphipterus femoratus Chevrolat, 1835
- Graphipterus fritschi Chaudoir In Oberthur, 1883
- Graphipterus frontalis Boheman, 1848
- Graphipterus galla Gestro, 1895
- Graphipterus geminatus Peringuey, 1896
- Graphipterus gestroi Alluaud, 1923
- Graphipterus gilli Burgeon, 1929
- Graphipterus griseolineatus Burgeon, 1928
- Graphipterus griseus Chaudoir, 1870
- Graphipterus hammondi Basilewsky, 1977
- Graphipterus hessei Burgeon, 1929
- Graphipterus heydeni Kraatz, 1890
- Graphipterus holmi Basilewsky, 1986
- Graphipterus horni Burgeon, 1928
- Graphipterus incanus Dejean, 1831
- Graphipterus insidiosus Peringuey, 1896
- Graphipterus interlineatus Alluaud, 1926
- Graphipterus jubae Alluaud, 1923
- Graphipterus katangae Burgeon, 1929
- Graphipterus kochi Basilewsky, 1956
- Graphipterus laevisignatus Basilewsky, 1986
- Graphipterus lateralis (Boheman, 1848)
- Graphipterus laticollis Harold, 1878
- Graphipterus limbatus Laporte De Castelnau, 1840
- Graphipterus lineelus Peringuey, 1896
- Graphipterus lineolatus (Boheman, 1848)
- Graphipterus longulus Burgeon, 1929
- Graphipterus lorenzi Werner, 2007
- Graphipterus louwi Basilewsky, 1977
- Graphipterus luctuosus Dejean, 1825
- Graphipterus lugens Chaudoir, 1870
- Graphipterus macrocephalus Boheman, 1848
- Graphipterus magnus Renan & Assmann, 2018
- Graphipterus marginatus Boheman, 1860
- Graphipterus marshalli Burgeon, 1928
- Graphipterus mashunus Peringuey, 1896
- Graphipterus mauretensis Renan & Assmann, 2018
- Graphipterus michaelseni Kuntzen, 1919
- Graphipterus minutus Dejean, 1822
- Graphipterus minutus goryi Chaudoir, 1848
- Graphipterus minutus minutus Dejean, 1822
- Graphipterus miskelli Basilewsky, 1981
- Graphipterus mouffleti Kuntzen, 1919
- Graphipterus multiguttatus (Olivier, 1790)
- Graphipterus namanus Basilewsky, 1977
- Graphipterus nanniscus Peringuey, 1896
- Graphipterus neavei Burgeon, 1928
- Graphipterus njarassae Basilewsky, 1977
- Graphipterus nyassicus Burgeon, 1928
- Graphipterus obliteratus Boheman, 1860
- Graphipterus obsoletus (Olivier, 1795)
- Graphipterus omophractus Basilewsky, 1977
- Graphipterus ornatus Burgeon, 1928
- Graphipterus patrizii Alluaud, 1923
- Graphipterus penrithae Basilewsky, 1977
- Graphipterus piniamitaii Renan & Freidberg, 2018
- Graphipterus plagiatus Boheman, 1848
- Graphipterus plesius Basilewsky, 1977
- Graphipterus plurifasciatus Basilewsky, 1977
- Graphipterus pronitens Basilewsky, 1977
- Graphipterus provitiosus Basilewsky, 1977
- Graphipterus pseudofrontalis Burgeon, 1929
- Graphipterus reymondi Antoine, 1953
- Graphipterus rhodesianus Burgeon, 1928
- Graphipterus rotundatus Klug, 1832
- Graphipterus salinae Bertoloni, 1849
- Graphipterus samburuensis Burgeon, 1928
- Graphipterus sennariensis Laporte De Castelnau, 1835
- Graphipterus serrator Forskal, 1775
- Graphipterus sexvittatus Chaudoir, 1870
- Graphipterus sharonae Renan & Assmann, 2018
- Graphipterus simillimus Basilewsky, 1977
- Graphipterus snizeki Werner, 2007
- Graphipterus somereni Basilewsky, 1977
- Graphipterus soricinus Fairmaire, 1882
- Graphipterus speculifer Burgeon, 1928
- Graphipterus stagonopsis Renan & Assmann, 2018
- Graphipterus sublimbatus Basilewsky, 1977
- Graphipterus subsuturalis Basilewsky, 1977
- Graphipterus suspectus Peringuey, 1896
- Graphipterus suturalis Boheman, 1860
- Graphipterus suturiger Chaudoir, 1870
- Graphipterus tellinii G.Muller, 1941
- Graphipterus tibialis Chaudoir, 1870
- Graphipterus tichyi Werner, 2007
- Graphipterus trilineatus (Fabricius, 1787)
- Graphipterus tristis Klug, 1855
- Graphipterus tuky Basilewsky, 1937
- Graphipterus upembanus Basilewsky, 1953
- Graphipterus valdanii Guérin-Méneville, 1859
- Graphipterus velox Peringuey, 1888
- Graphipterus velutinus Boheman, 1848
- Graphipterus vestitus Dejean, 1831
- Graphipterus vittatus Dejean, 1831
- Graphipterus vitticollis G.Muller, 1938
- Graphipterus vittiger Peringuey, 1888
- Graphipterus voltae Basilewsky, 1943
- Graphipterus youngai Basilewsky, 1986